# Sorbus chamaemespilus
Sorbus chamaemespilus là loài thực vật có hoa trong họ Hoa hồng. Loài này được (L.) Crantz miêu tả khoa học đầu tiên năm 1769.

## Hình ảnh

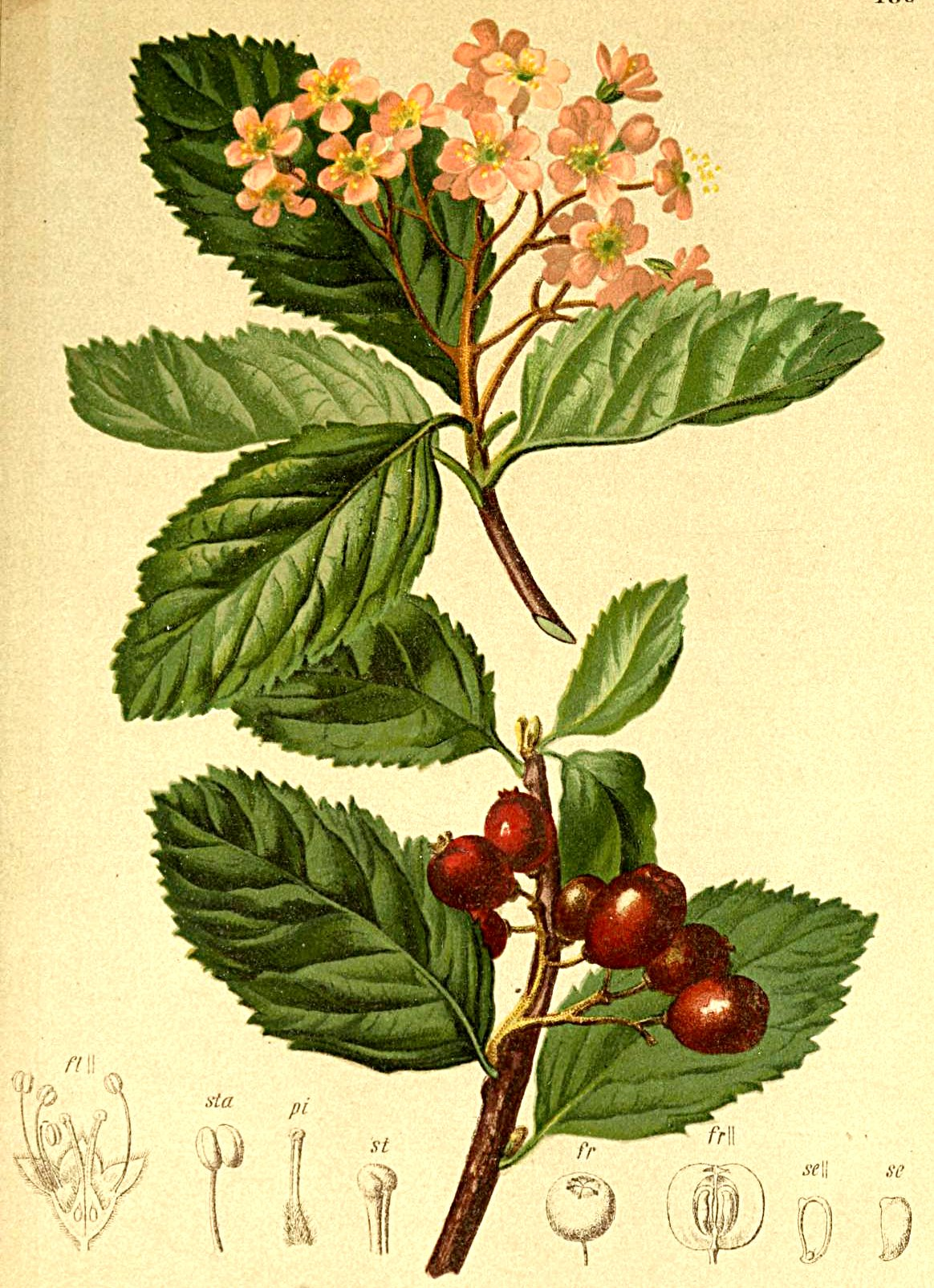
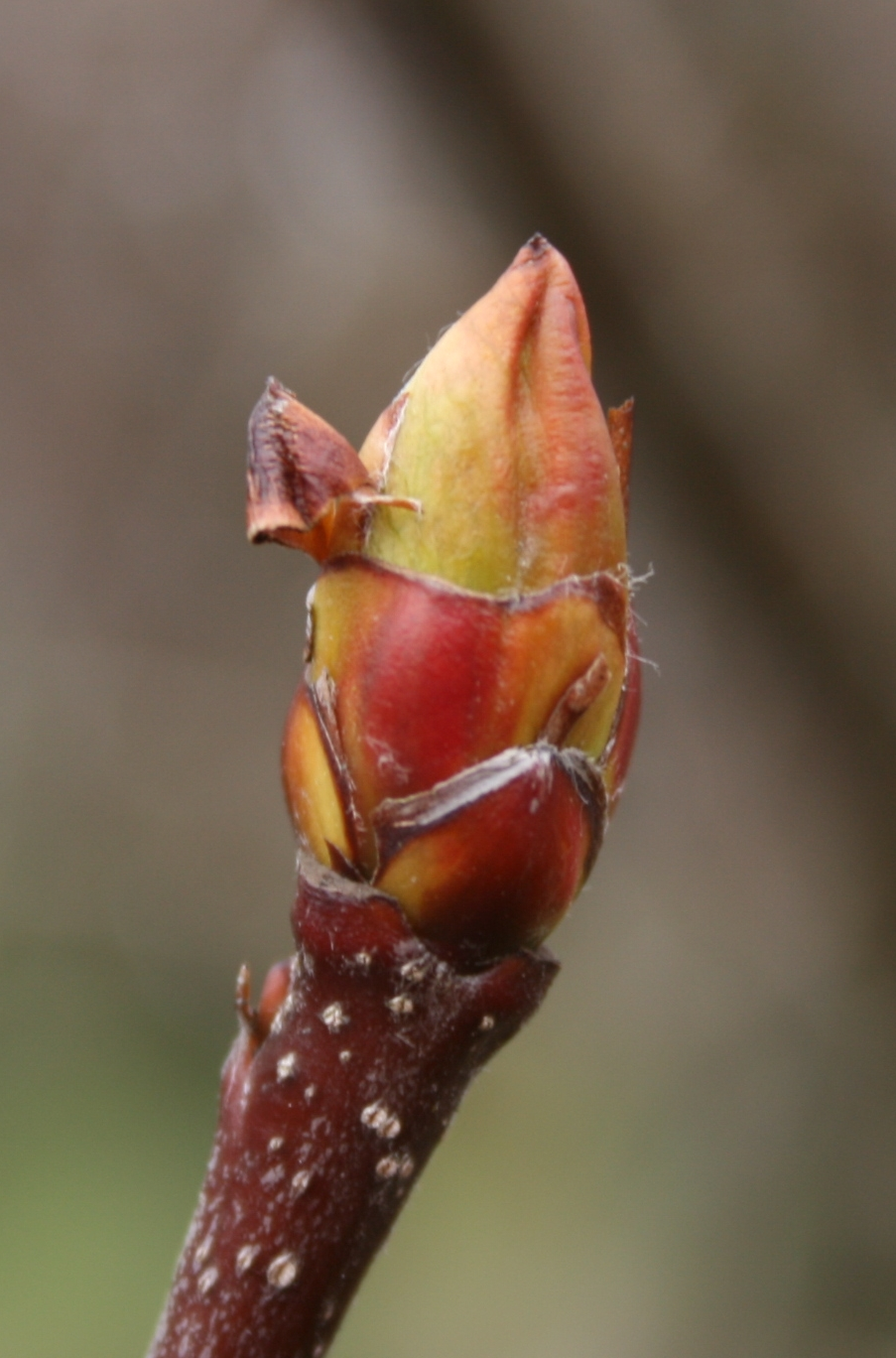
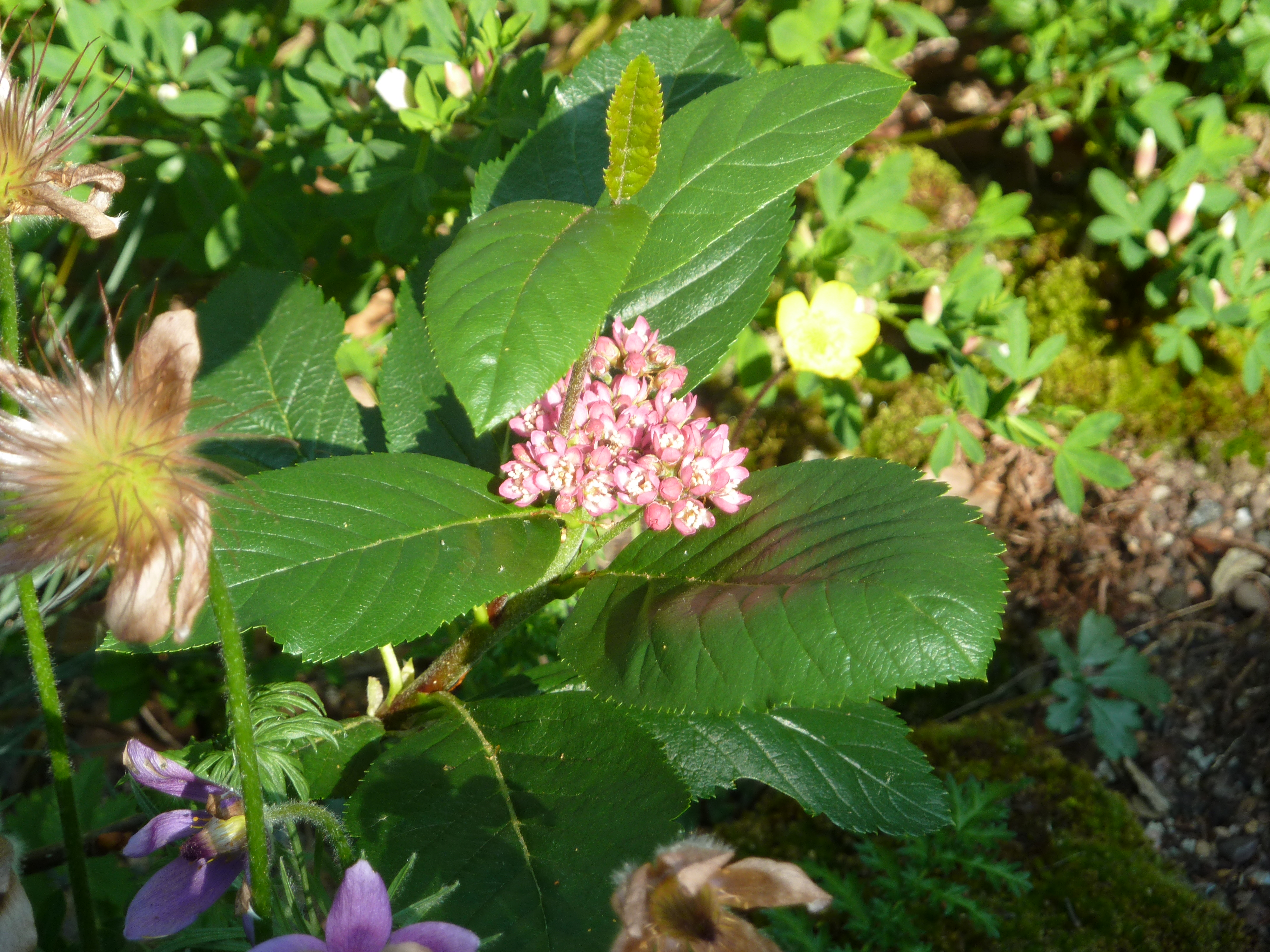